# Réserve naturelle des marais salants de Trapani et Paceco

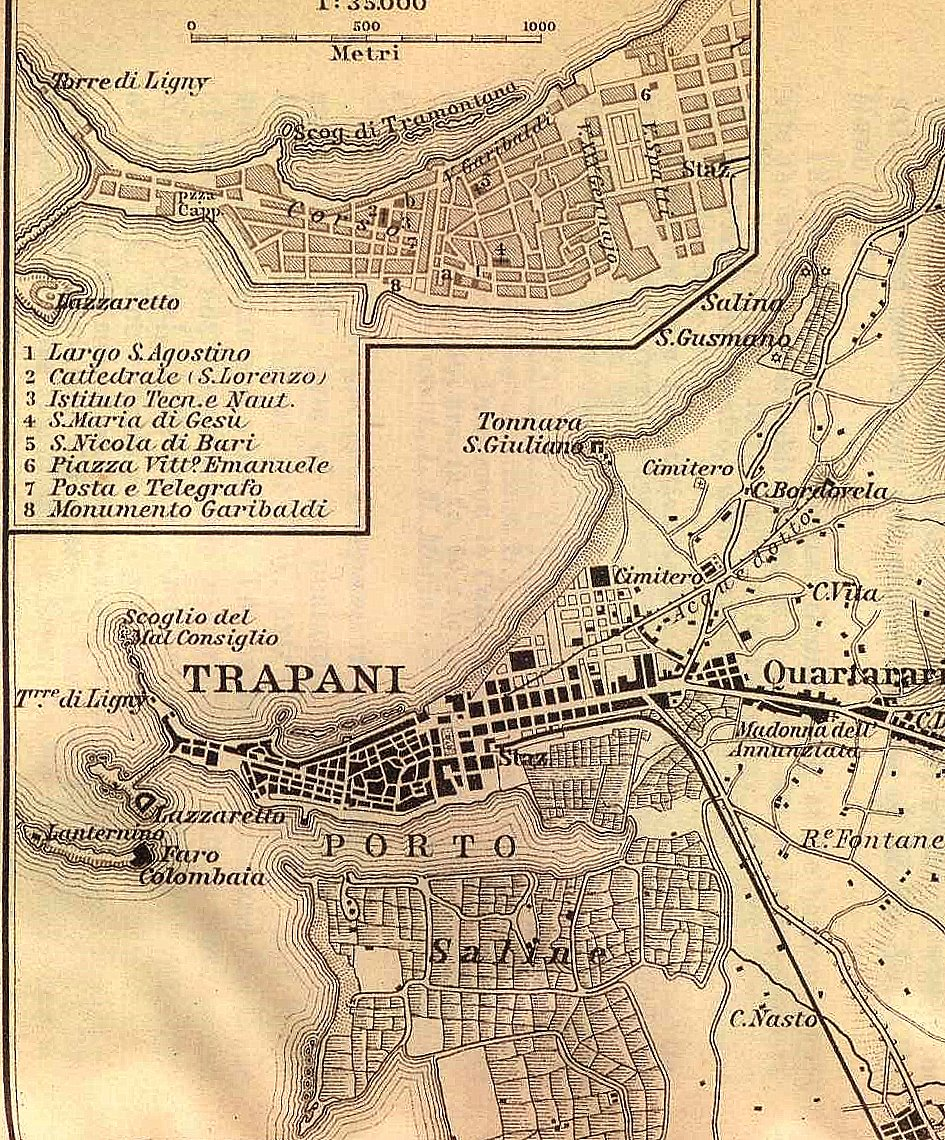
Les saline représentées sur un plan de Trapani au début du XXe siècle.

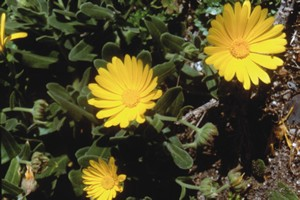
L'endémique Calendula suffruticosa subsp. maritima.

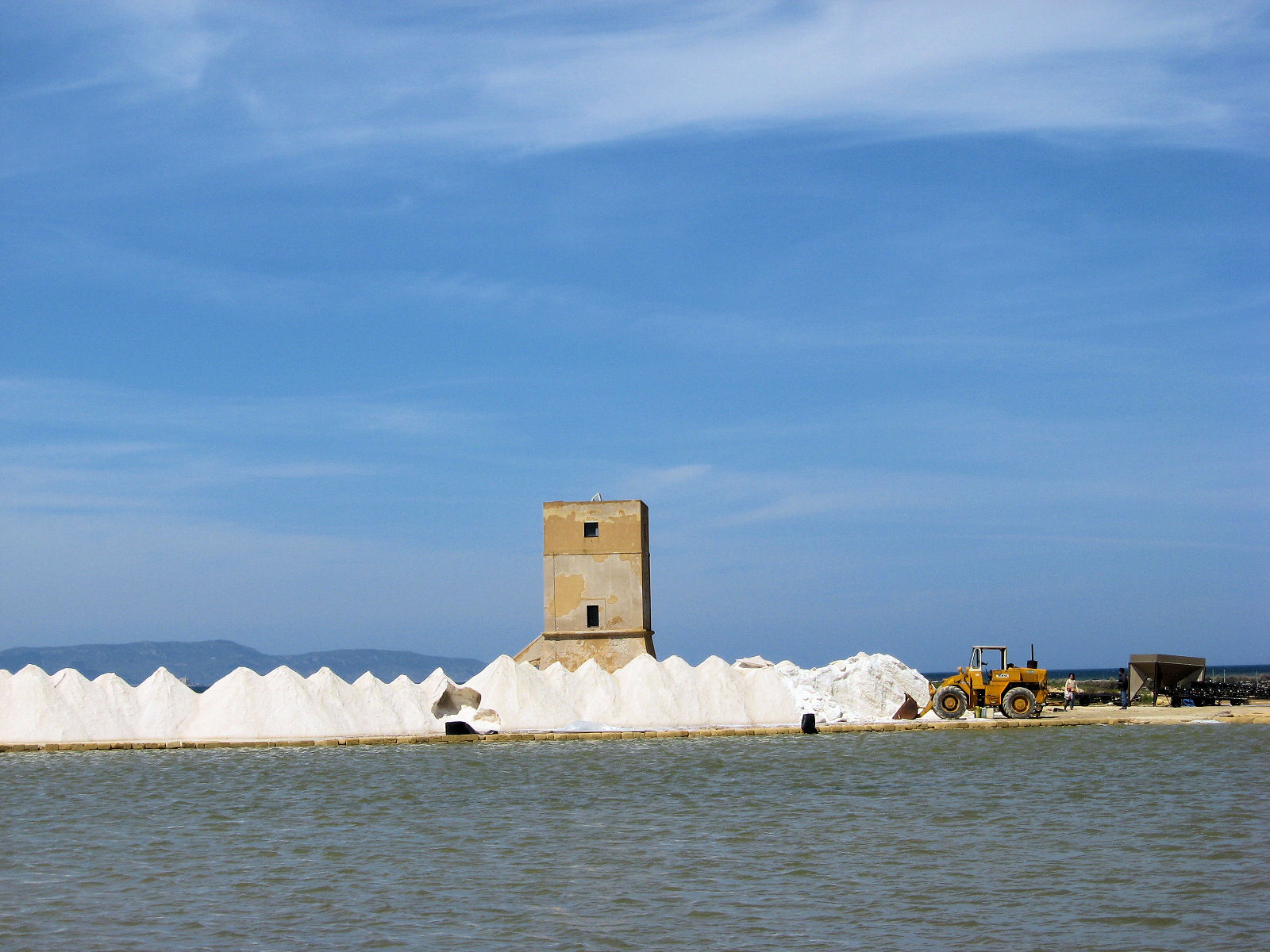
La récolte du sel.

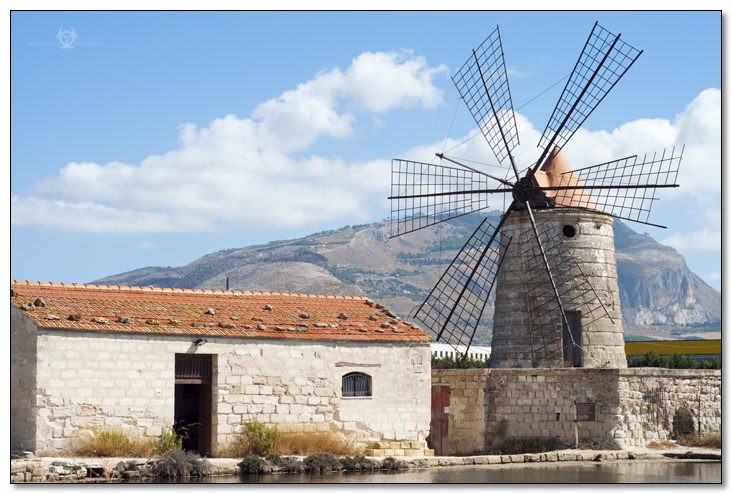
Le moulin à vent Maria Stella, siège de l'accueil de la réserve.

La réserve naturelle des marais salants de Trapani et Paceco  (en italien ; Riserva naturale orientata Saline di Trapani e Paceco) est une réserve naturelle régionale comprenant principalement une zone de marais salants située dans la province de Trapani en Sicile.
Instituée le 11 mai 1995 par décret de la région Sicile, son territoire s'étend, à cheval sur les communes de Trapani et Paceco, sur une superficie de 968 hectares. La gestion du site est confiée au WWF Italia.

## Historique
L'exploitation des marais salants de la zone côtière entre Trapani et Marsala remonterait à l'époque des Phéniciens. Durant la période de domination normande, le géographe arabe Al Idrissi est le premier à en mentionner existence dans son Livre de Roger. Sous le règne de Frédéric II est institué le monopole d'état sur la production de sel (Constitutions de Melfi), qui perdure aussi durant la période angevine avec un retour à la propriété privée sous la domination aragonaise. Et, c'est sous la  Couronne espagnole (it) que l'activité salicole atteint son apogée, transformant le port de Trapani en un grand centre européen du commerce de « l'or blanc ». Dans la deuxième moitié du XIXe siècle, les marais salants de Trapani connaissent un début de déclin lors de l'unification de l'Italie et de la concurrence des marais salants de Cagliari. À la suite de l'éclatement de la Seconde Guerre mondiale ainsi que de la concurrence étrangère beaucoup d'exploitations salicoles sont, alors, fermées et abandonnées.
Aujourd'hui, sous l'impulsion de la WWF italia et du Consorzio Sale Natura quelques salins perpétuent encore la tradition du sel récolté à la main selon une méthode artisanale millénaire. Toujours en collaboration avec des organismes locaux et la WWF, l'exploitation salicole Sosalt (it) a activé une série de programmes pour la valorisation et la restauration originale des nombreux moulins à vent présents sur le site.
Dans le cadre de la Convention de Ramsar, les marais salants de Trapani ont été reconnus comme zones humides d'importance internationale, par décret du 1er avril 2011 du ministère de l'Environnement
.
Le 9 septembre 2011, une demande est introduite auprès de la Commission européenne pour l'inscription du Sale Marino di Trapani dans le registre des  indications géographiques protégées (IGP).

## La Réserve
Dans le cadre du Réseau Natura 2000, depuis le  19 juillet 2006, la réserve est inscrite dans la liste  des sites d'intérêt communautaire pour la région biogéographique méditerranéenne avec l'appellation « Saline di Trapani » et  comporte comme principal habitat prioritaire des lagunes côtières.

### Flore
La végétation des lagunes côtières de la réserve est dominée par des espèces herbacées ou arbustives qui supportent particulièrement bien la haute salinité et la sécheresse estivale extrême telles diverses espèces de Chenopodiaceae parmi lesquelles la salicornia strobilacea (Halocnemum strobilaceum (it)) et l'Halopeplis amplexicaulis; dans les canaux sont présentes d'intéressantes colonies végétales comme la Spermatophyta marine, le Ruppia cirrhosa et la Posidonia oceanica; le curieux Cynomorium coccineum dit Champignon de Malte ; l'endémique Calendula suffruticosa subsp. maritima qui se retrouve uniquement dans la province de Trapani (entre Marsala et le Monte Cofano).

### Faune
Les blanches aigrette

### Musée du sel
Installé dans un ancien moulin, le musée du sel (structure privée) présente une exposition de divers outils typiques de l'activité traditionnelle de saliculture : des panneaux illustrés permettent aussi de mieux comprendre la production artisanale du sel.

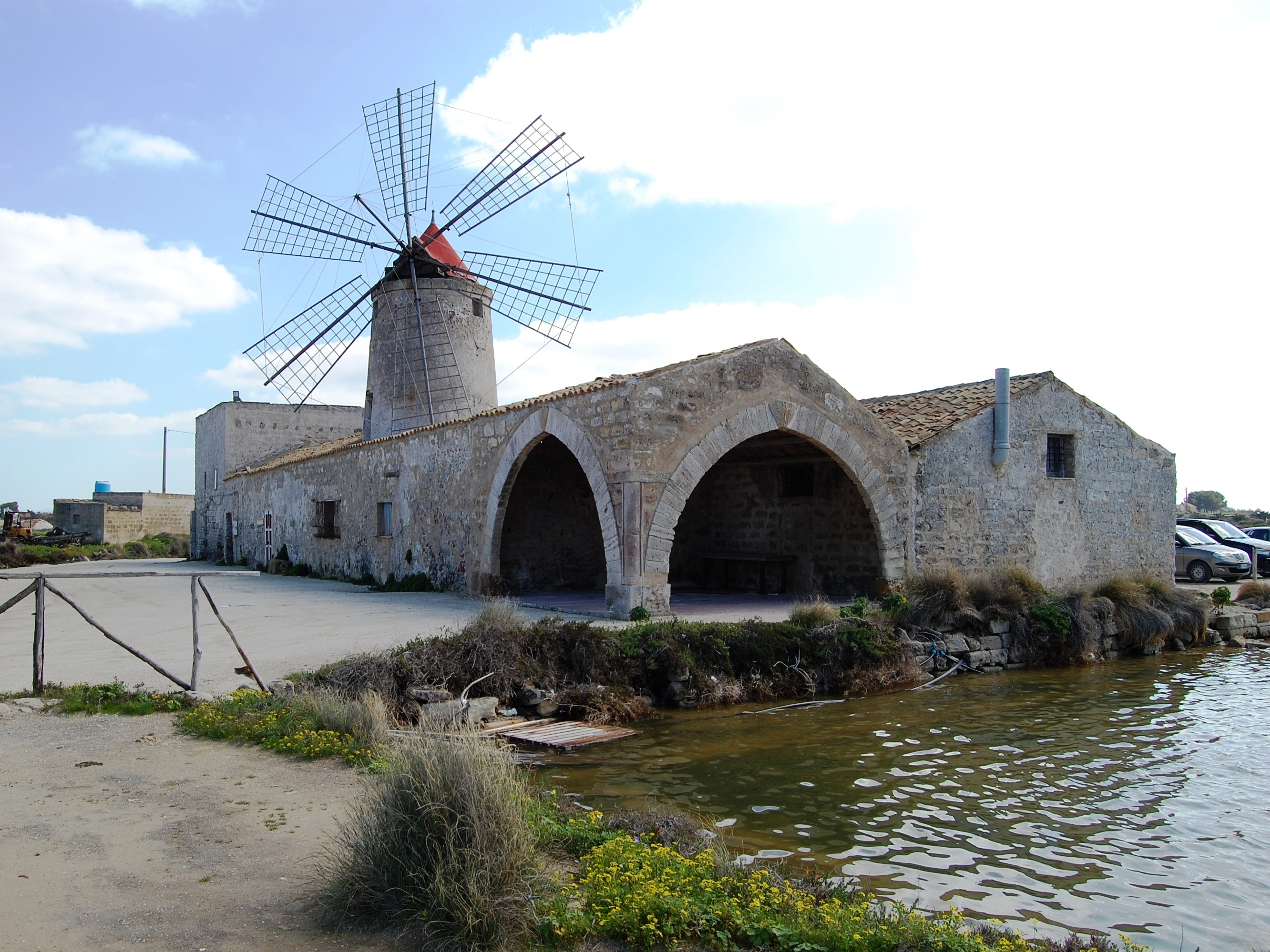
Le Musée du sel.
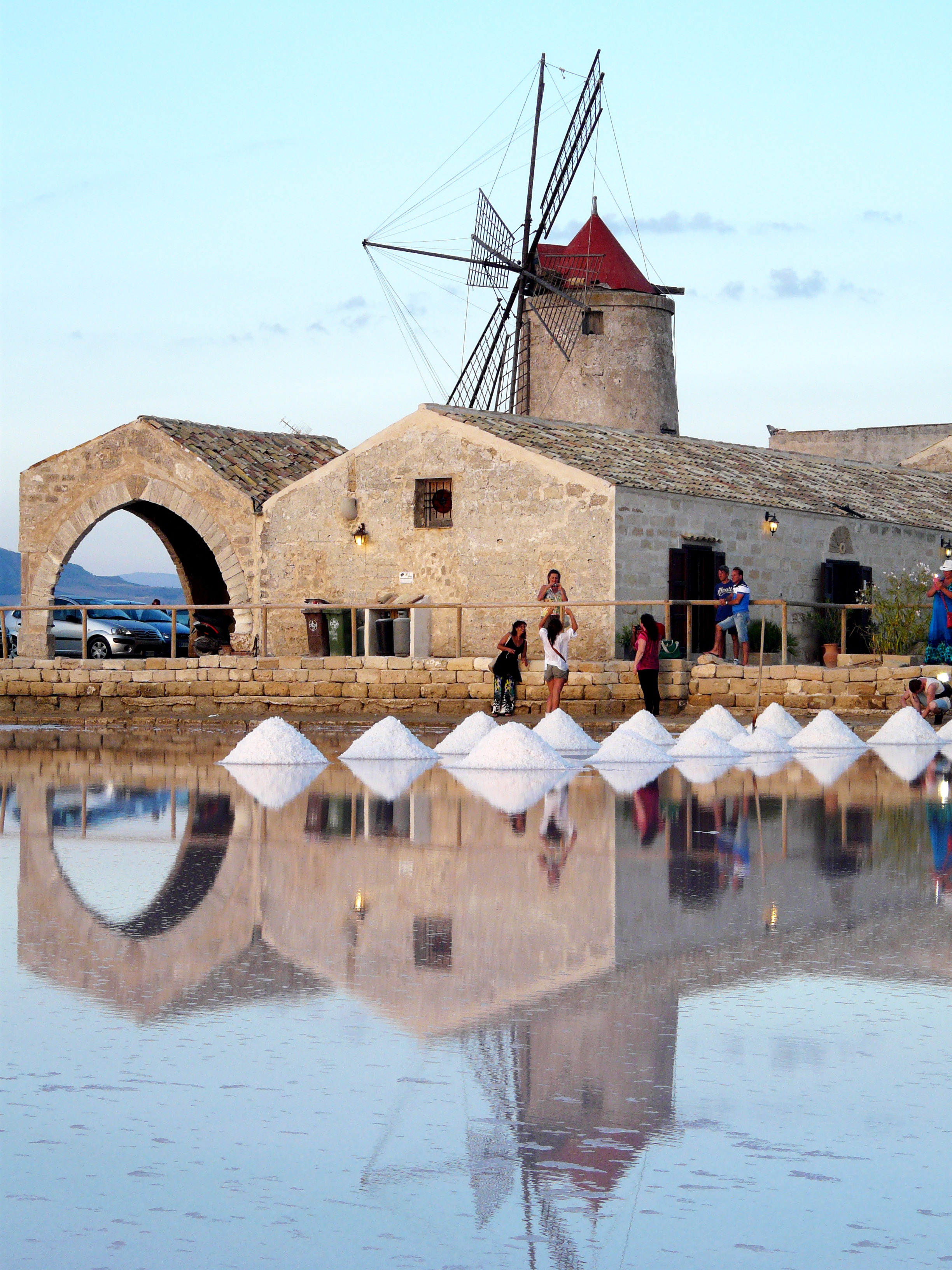
Le Musée du sel côté sud.
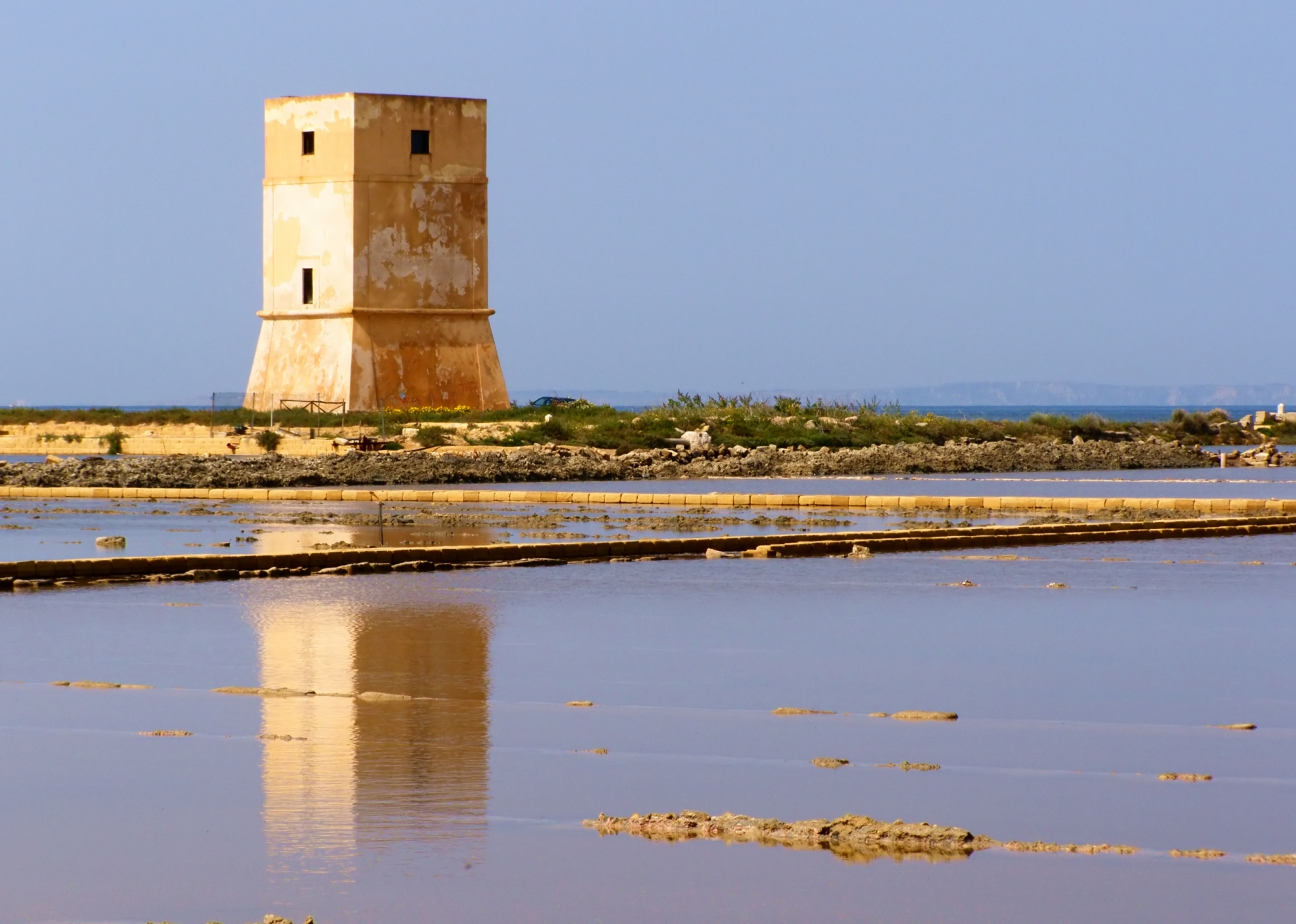
Torre Nubia au  Salina Culcasi de Paceco (Trapani).
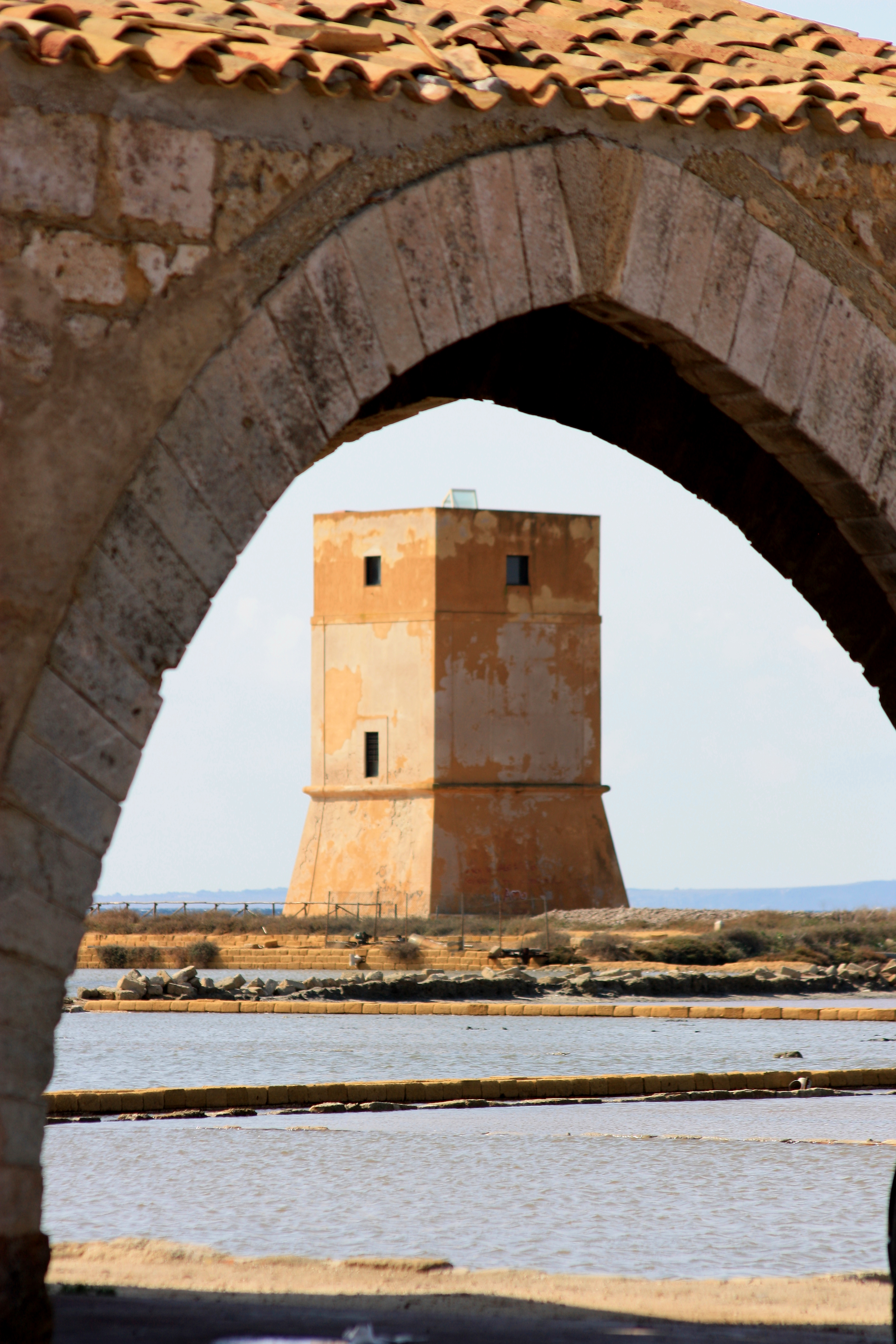
Nubia - La Tour Nubia par l'arc du Musée du sel.
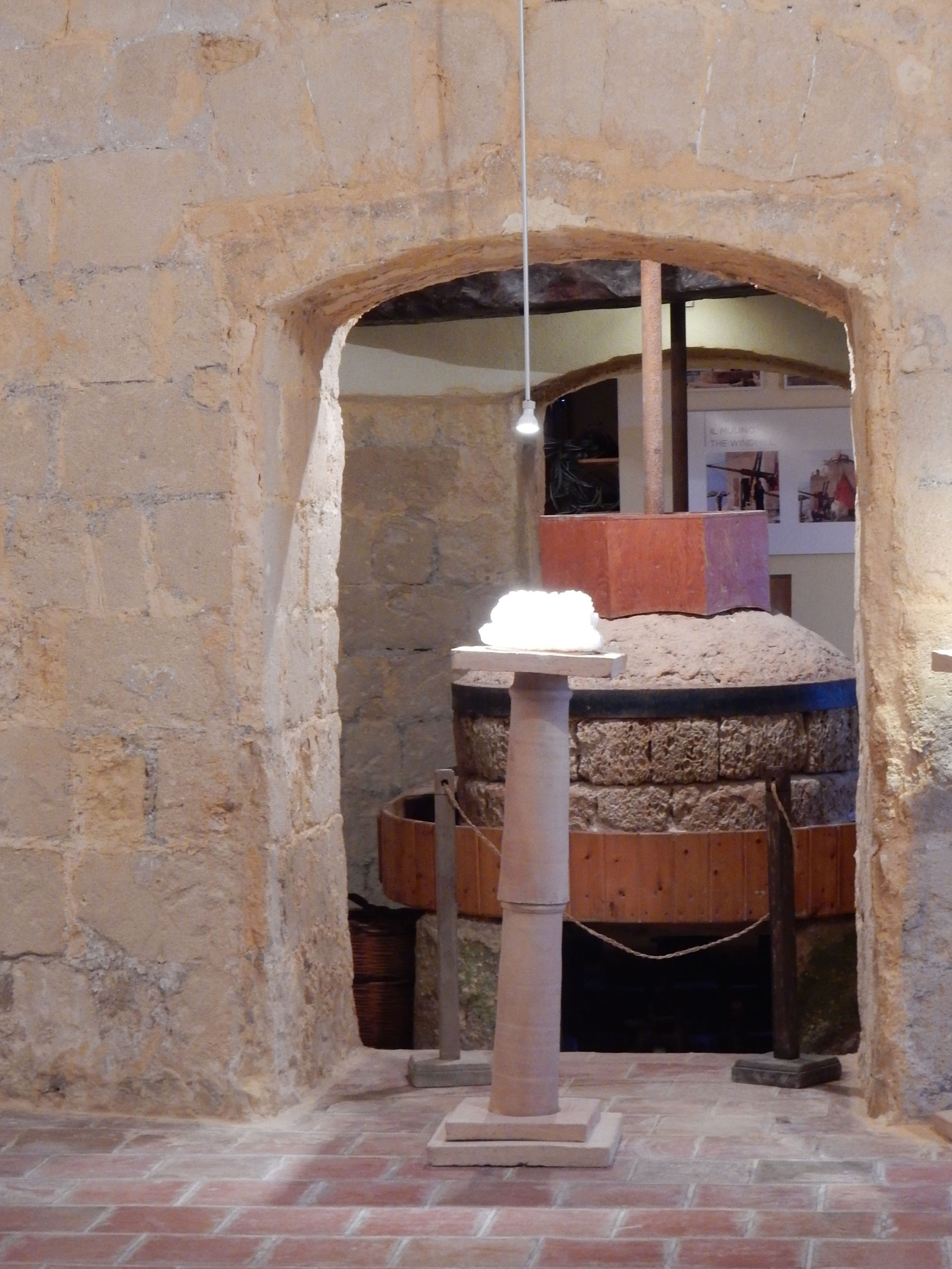
À l'intérieur du musée : ancien moule en pierre .
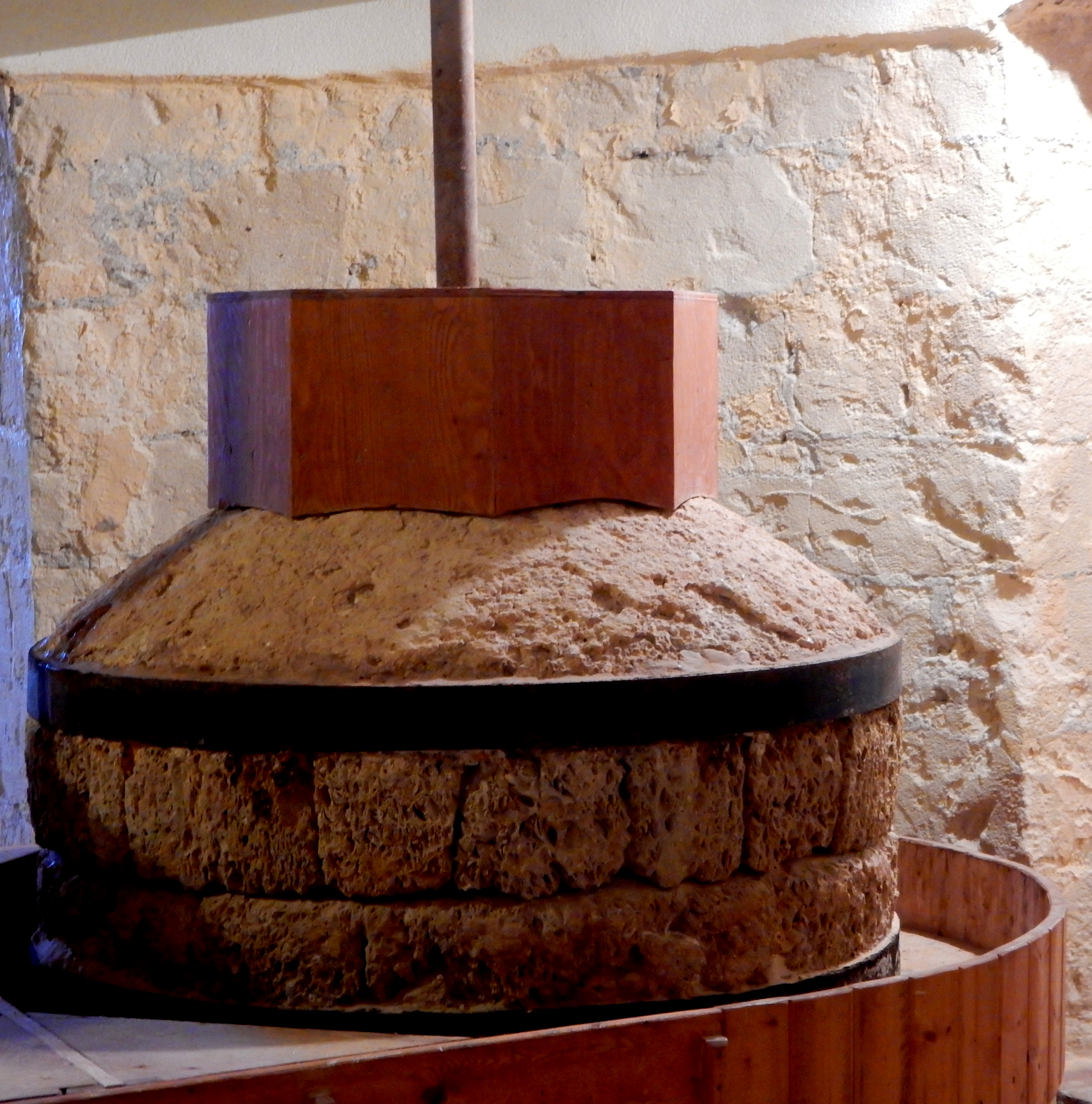
À l'intérieur du musée : ancien moule en pierre (cotè).
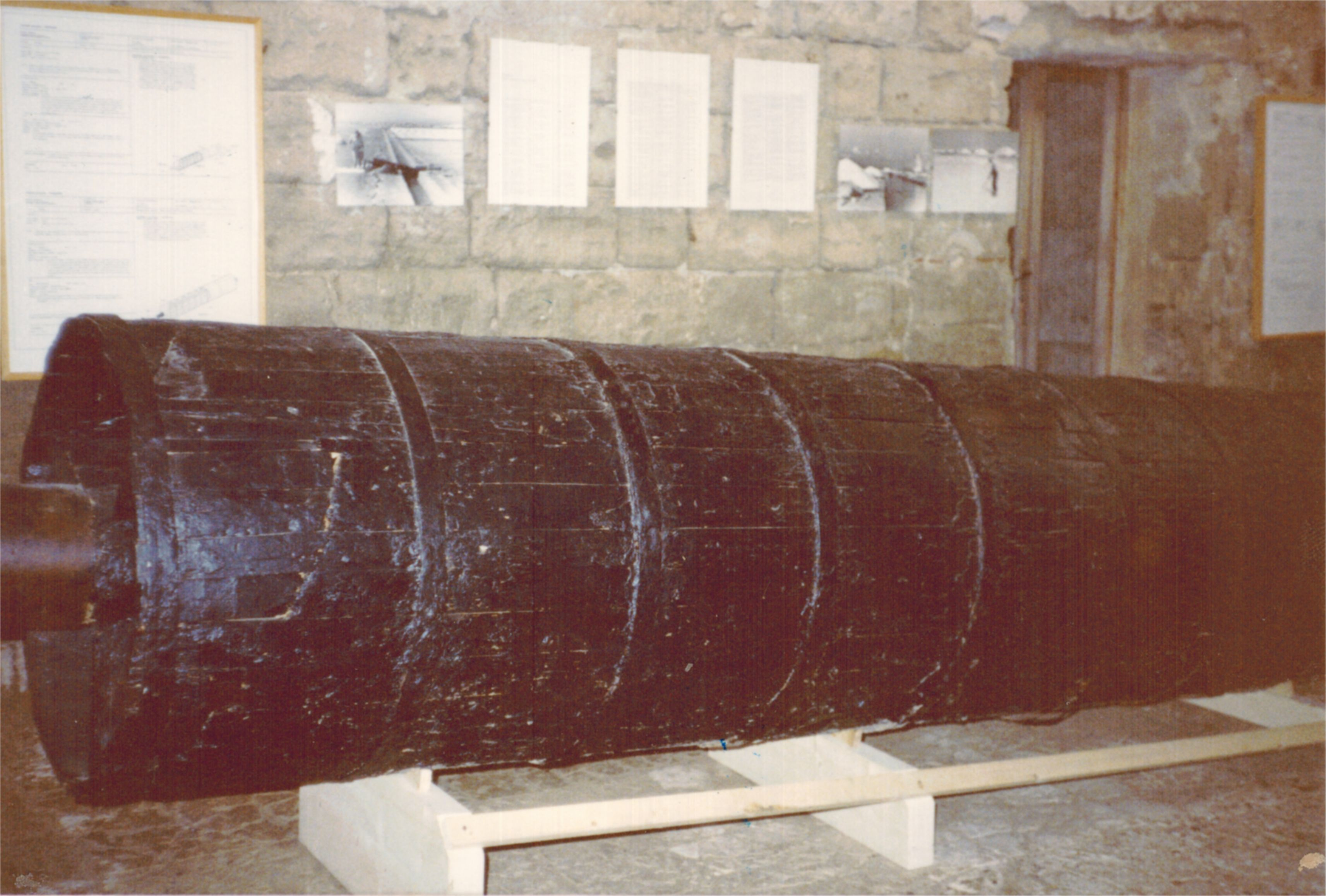
Musée du Sel de Paceco (Trapani) : la Spira di Archimede (avant).
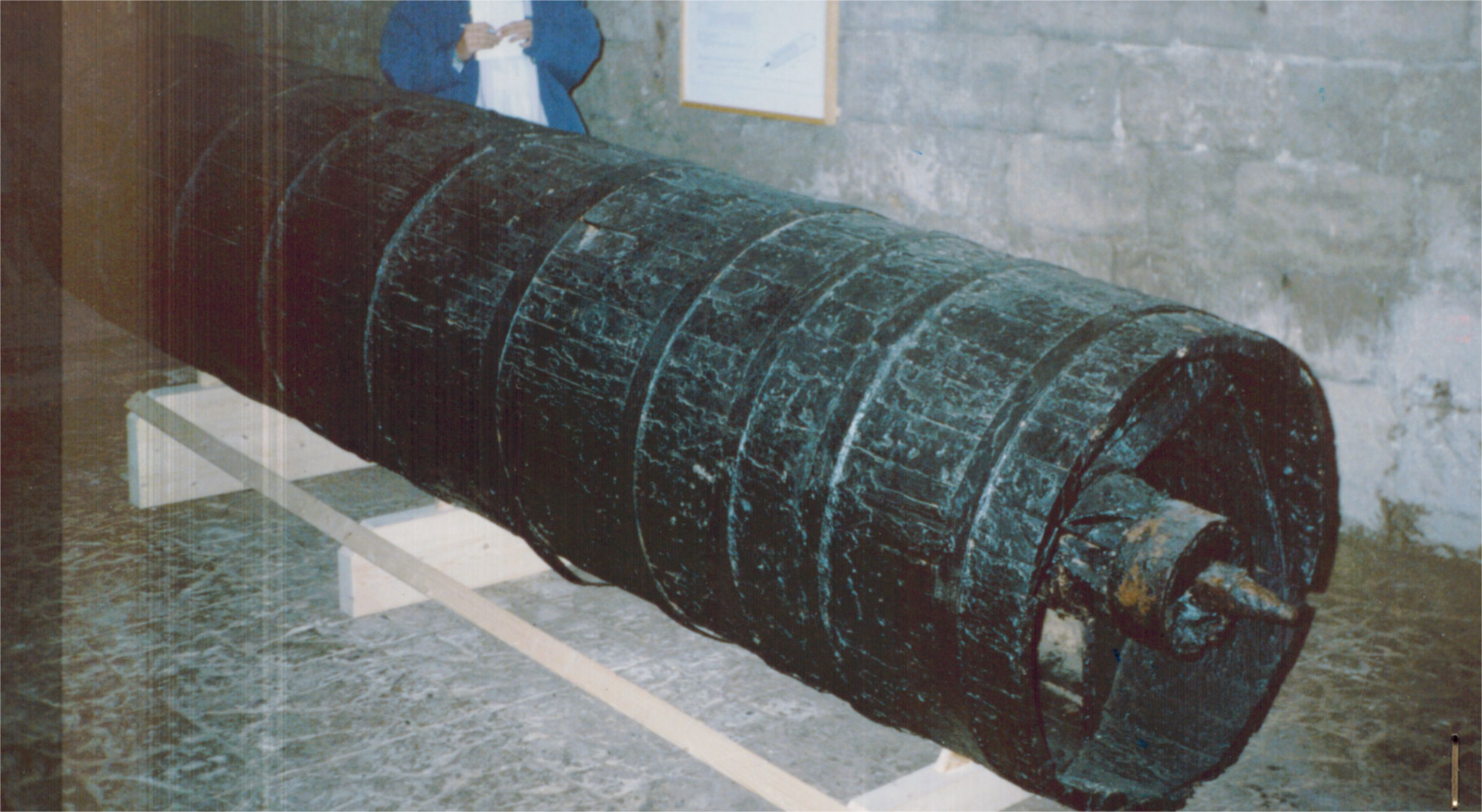
Musée du Sel de Paceco (Trapani) : la Spira di Archimede.
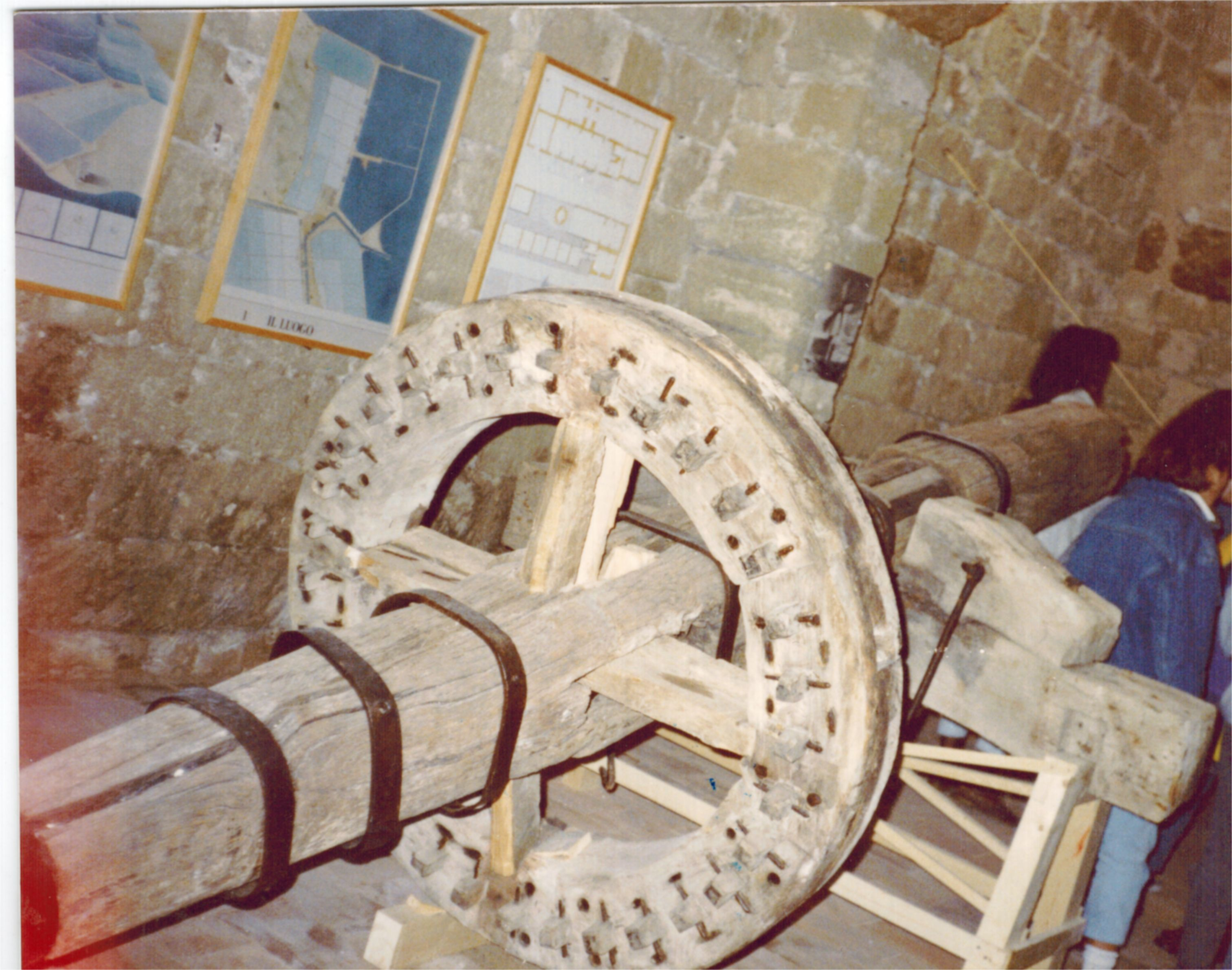
Musée du Sel de Paceco (Trapani) : Axe de l'arbre d'entraînement de roue.
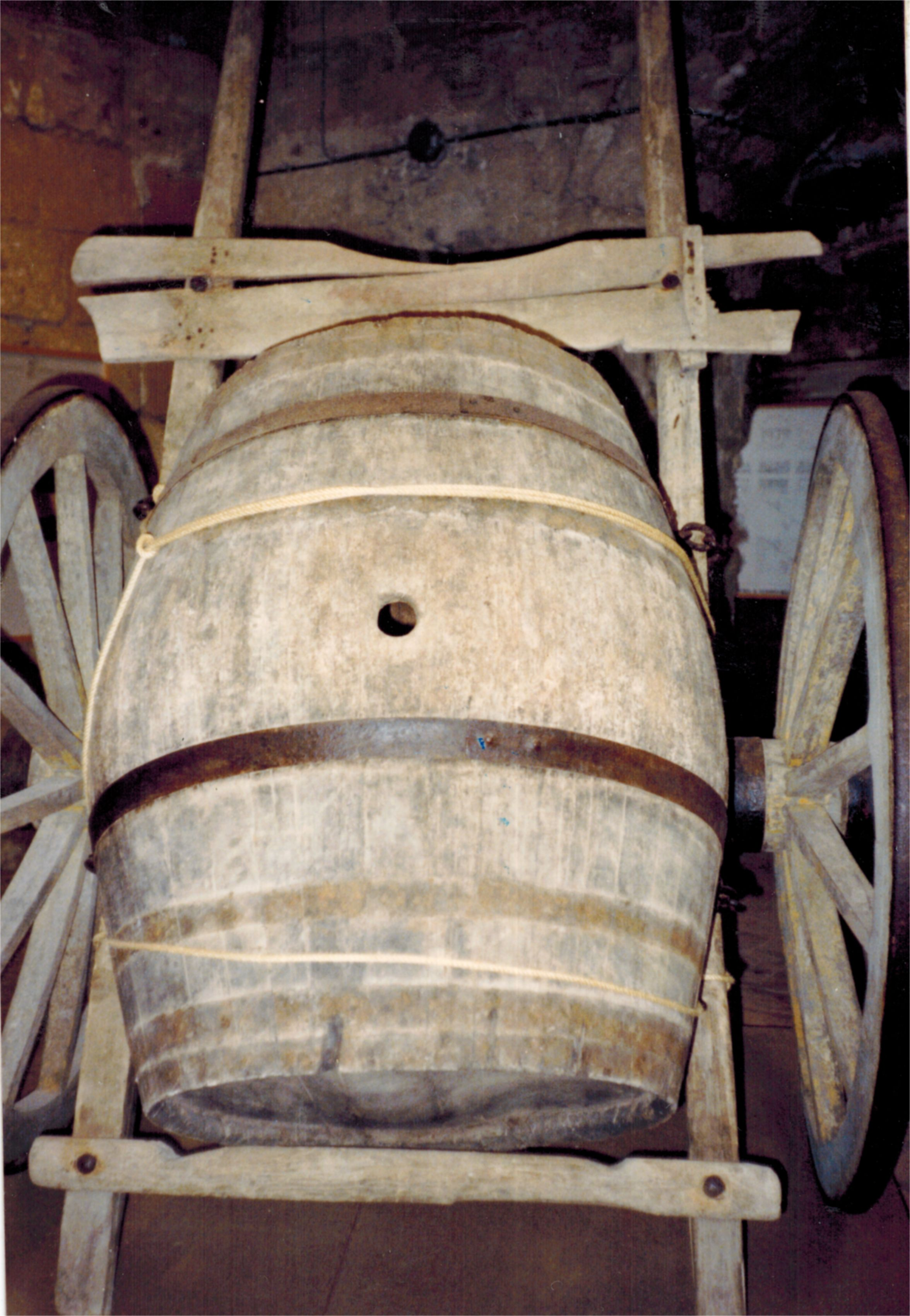
Musée du Sel de Paceco (Trapani) : Vieux "Carretto" pour le transport de l'eau.
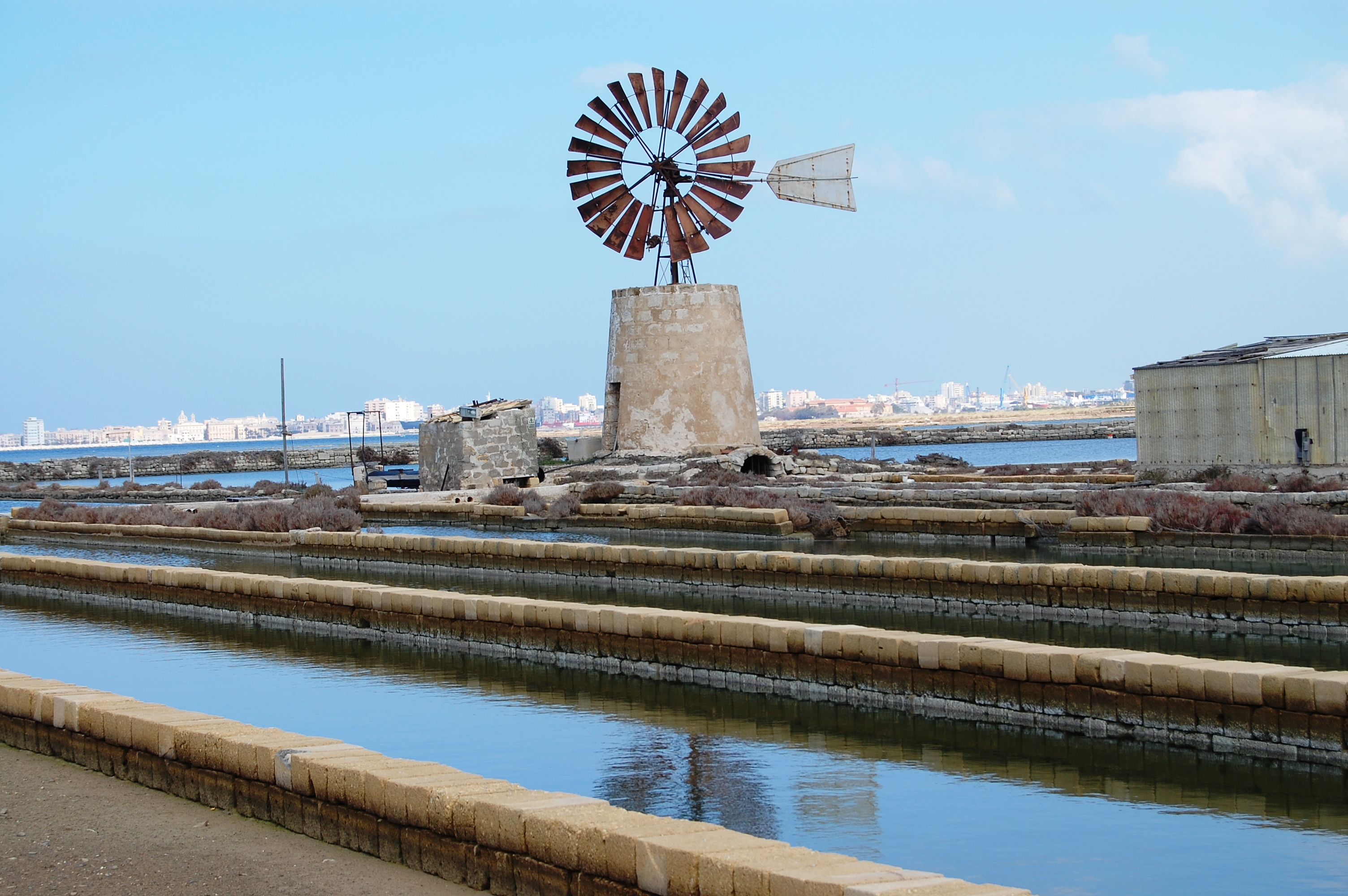
Moulin pour l'eau dit américain.

### Articles Connexes
- Anna Giordano, directrice de la réserve de 1996 à 2003.